# Gammarus annulatus
Gammarus annulatus är en kräftdjursart som beskrevs av Sidney Irving Smith 1873. Gammarus annulatus ingår i släktet Gammarus och familjen Gammaridae. Inga underarter finns listade i Catalogue of Life.